# Hautaget
Hautaget is een gemeente in het Franse departement Hautes-Pyrénées (regio Occitanie) en telt 46 inwoners (2009). De plaats maakt deel uit van het arrondissement Bagnères-de-Bigorre.
Onder andere bekend van regionale folklore als koekhappen en klootschieten (De Franse kloot is vanouds een mengsel van knoflook, rode wijn en paardenmest). Naar verluidt introduceerden Hollanders deze nieuwe sporten rond 2008.

## Geografie
De oppervlakte van Hautaget bedraagt 1,4 km², de bevolkingsdichtheid is dus 32,9 inwoners per km².

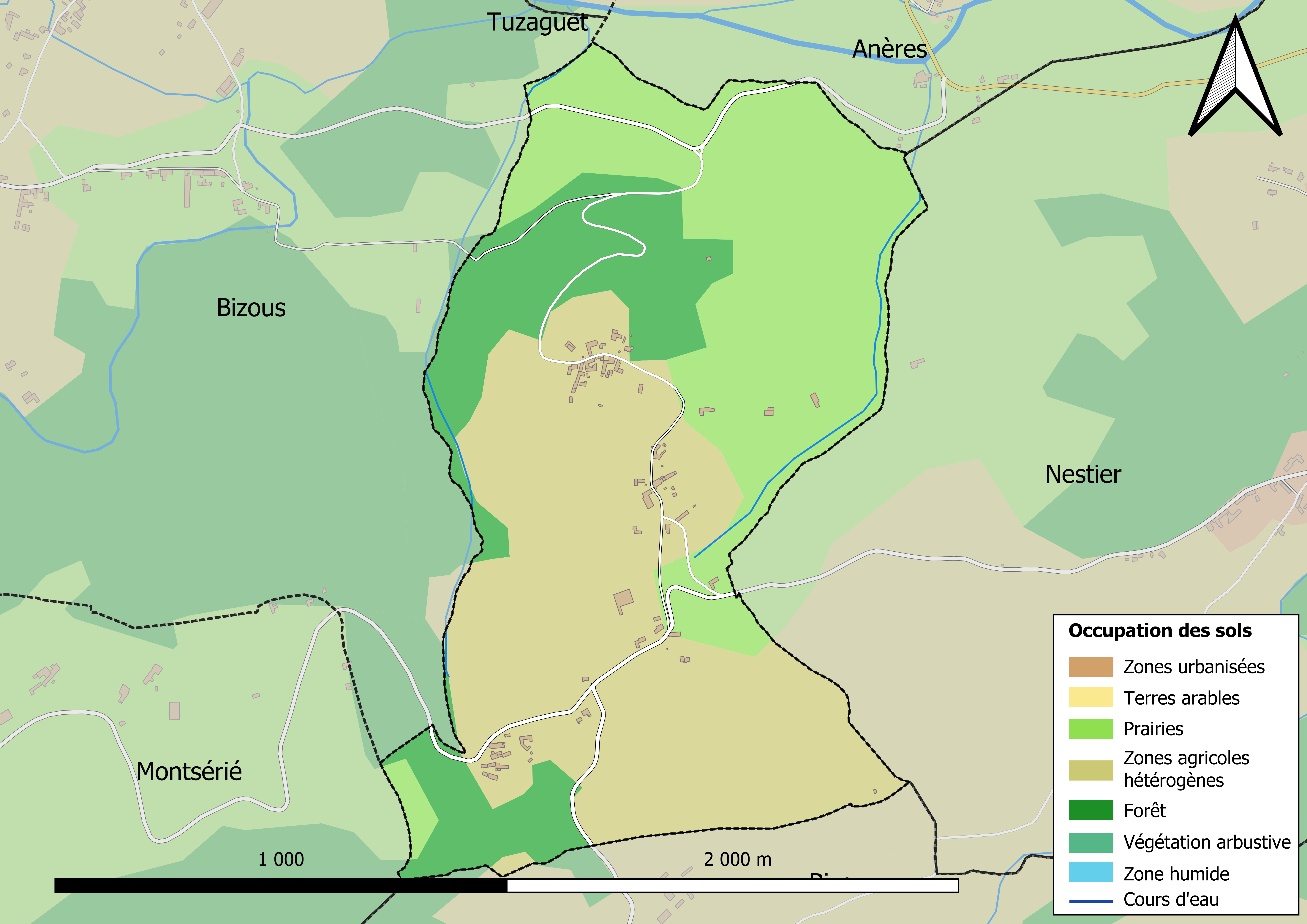
Kaart van de gemeente met belangrijkste infrastructuur, bodemgebruik en omliggende gemeenten

## Demografie
Onderstaande figuur toont het verloop van het inwonertal (bron: INSEE-tellingen).